# مسلمون (تیبازه)
مسلمون (به عربی: مسلمون) یک شهرداری در الجزایر است که در استان تیپازه واقع شده‌است.